# ФК Војводина Црепаја
ФК Војводина Црепаја је фудбалски клуб из Црепаје, Србија. Основан је 1929. године.

## Историја
Корени Црепајачког фудбала потичу још из 1929. године када је и основан фудбалски клуб Војводина. Највећи успех забележен је у периоду 1987—1995. године, када се ФК Војводина такмичио у Банатској зони која је тада била по рангу четврта лига у тадашњој СФРЈ. Црепаја је одувек била синоним за жесток и квалитетан фудбал за шта су заслужне многе генерације.

## Резултати ФК Војводине по сезонама
| Сезона   | Ранг | Лига                           | Позиција | ИГ | Д  | Н  | П  | ГД | ГП | ГР  | Бод |
| -------- | ---- | ------------------------------ | -------- | -- | -- | -- | -- | -- | -- | --- | --- |
| 2009/10. | 6    | Друга ПФЛ Панчево-Запад        | 8.       | 30 | 14 | 4  | 12 | 53 | 51 | +2  | 44  |
| 2010/11. | 6    | Друга Јужнобанатска лига-Запад | 2.       | 30 | 20 | 7  | 3  | 76 | 37 | +39 | 67  |
| 2011/12. | 6    | Друга Јужнобанатска лига-Запад | 2.       | 28 | 20 | 4  | 4  | 90 | 19 | +71 | 64  |
| 2012/13. | 5    | ПФЛ Панчево                    | 11.      | 30 | 11 | 4  | 15 | 44 | 42 | +2  | 37  |
| 2013/14. | 5    | ПФЛ Панчево                    | 13.      | 30 | 7  | 10 | 13 | 40 | 49 | -9  | 31  |
| 2014/15. | 5    | ПФЛ Панчево                    | 3.       | 30 | 15 | 5  | 10 | 53 | 34 | +19 | 50  |